# 参川村
参川村（さんがわむら）は、1955年（昭和30年）まで愛媛県上浮穴郡にあった村。
現在の喜多郡内子町の東部、四国山地の山中に位置する純山村であった。

## 地理
現在の喜多郡内子町の東部。平成の合併により、郡境を越えて合併したため、現在は喜多郡に属する。肱川の支流の小田川の水源及び上流域と、面河川の上流の一つである菅行川の上流域に位置する。集落は東流する小田川上流域に3つ存在した。小田川流域には川に沿ってわずかに水田等が広がり、集落も点在していたが、特に現在小田深山と呼ばれる菅行川上流にあたる東南部地域の渓谷は深く、平地はほとんどない。雨包山、大川嶺、丸石山などが他の村との境にそそり立っている。
地名の由来
- 成立の元となった3つの旧村のいずれにも「川」が付いていたことから、「参」（三）の「川」という意味。

## 歴史
藩政期以前
- 深い山の中であることから、平家の落人伝説があり、また古くから木地師が住み着いていた。
- 大洲藩領地であり、小田深山には年一回家臣の巡回があり、宿泊所が温水（ぬくみず）にあった。
- 元和年間に中川村の庄屋大野仁兵衛が小田深山に大瀬の農民を連れて開墾したとされる。

明治以降
- 1889年（明治22年）12月15日 - 成立。上浮穴郡に属す。
- 1923年（大正12年） - 宮原土場と小田深山の淵首との間に獅子越峠越えの森林軌道が開設された。
- 太平洋戦争後、久万町落合からの旧砲車道が改修され、久万方面への木材の出荷増え、筏流しは衰退へ。
- 1952年（昭和27年） - 森林軌道廃止。
- 1955年（昭和30年）3月31日 - 田渡村（たどむら）、小田町村との合併により小田町となる。

```
参川村の系譜
（町村制実施以前の村）　（明治期）
本川　　━━┓
中川　　━━╋━━━━━ 参川村 　　━━━┓ 
上川　　━━┛　　　　　　　　　　　　　　┃（昭和30年3月31日合併）
　　　　　　　　　　　　　　　　　　　　　┣━━　小田町
　　　　　　　　　　  　　　　　　　　　　┃　　　　　　
　　　　　　　　　　　　　田渡村　　━━━┫　　　　　
　　　　　　　　　　  　　　　　　　　　　┃　　　　　　
　　　　　　　　　　　　　小田町村　━━━┛　　　　　
（注記）田渡村、小田町村の合併までの系譜については、それぞれの村の記事を参照のこと。

```

## 地域
本川（ほんがわ）、中川（なかがわ）、上川（かみがわ）の3つの大字があった。いずれも明治の村制発足前からの旧村であり、小田町になっても大字として存続した。

## 行政
役場は大字中川においた。

## 教育
東参川尋常小学校、西参川尋常小学校がおかれていた。

## 産業
米、大豆、トウモロコシ、茶、繭、木材、竹などを産した。

## 交通
四国山地の山中のため、鉄道等はない。